# ليو وانغ
ليو وانغ (بالصينية: 刘旺) هو طيار صيني مختار كاحد الرواد في برنامج شنتشو . ولد في مقاطعة شانشي في الصين وعمل طيارا مقاتلا في القوات الجوية لجيش التحرير الشعبي . تم اختياره ليكون رائد فضاء في عام 1998.